# Hummer H1
Hummer H1 je civilní off-road vozidlo, postavené na základě HMMWV-M998. Verze H1 se začala vyrábět v roce 1992 pod označením Hummer. Značnou zásluhu na uvedení civilní verze má Arnold Schwarzenegger, který si koupil 5 vozů Hummer H1 hned po jejich uvedení na trh. Roční produkce činila asi 1000 ks. V roce 1999 začala spolupráce výrobce AM General a největšího koncernu v automobilovém průmyslu General Motors a došlo k přejmenování původního vozu Hummer na Hummer H1, neboť začal vývoj dalšího modelu Hummer H2.
Hummer setrval ve výrobě až do roku 2006. Do posledního roku výroby vstoupil se silnějším motorem GM DuraMAX 6,6 litru pod názvem Hummer H1 Alpha. Tento motor poskytoval vyšší výkon a krouticí moment, což byla jedna z vlastností, která byla předchozímu modelu vytýkána. Vzhledem k silnějšímu motoru a dalším vylepšením a zejména faktu, že se těchto vozidel mnoho nevyrobilo, mají verze H1 Alpha dnes vysokou sběratelskou hodnotu. Výroba civilní verze byla zastavena kvůli nesplnění přísnějších emisních limitů, které by vůz musel plnit pro rok 2007. Prodejní cena nového vozu v ČR v roce 2006 začínala na 4 mil. Kč.

## Verze

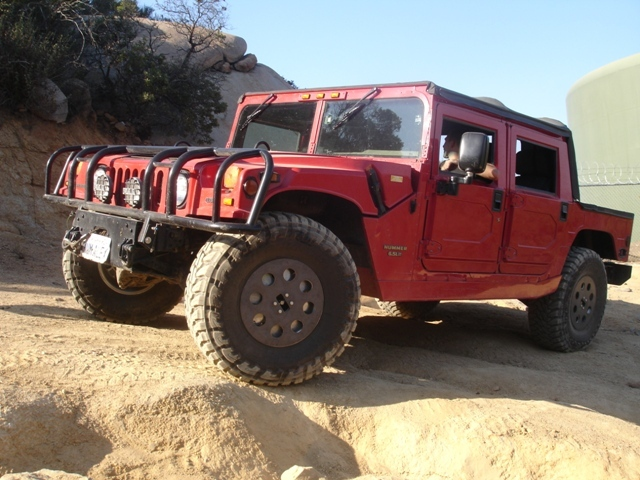
Hummer H1 OpenTop
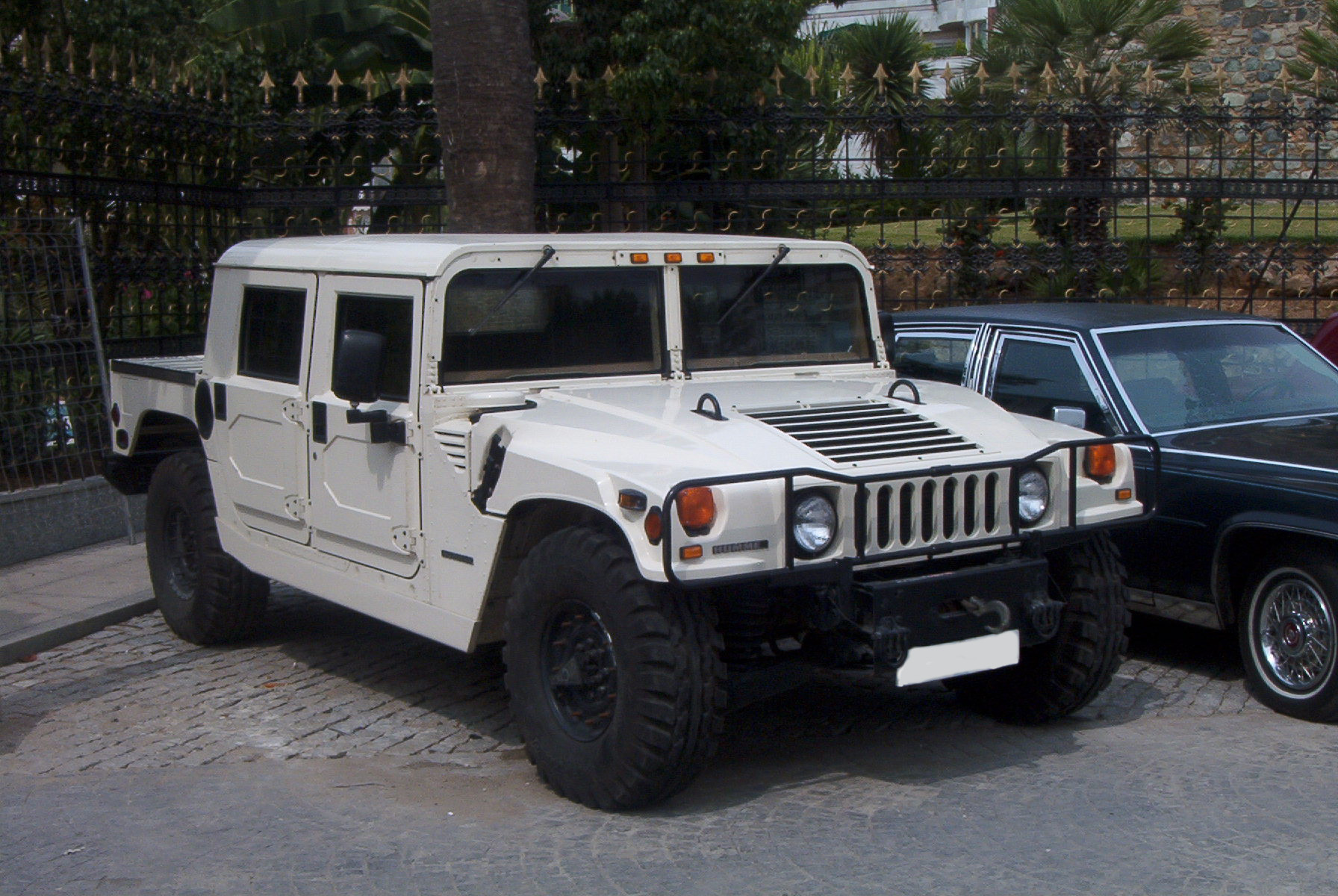
Hummer H1 SUT (Sport utility truck)
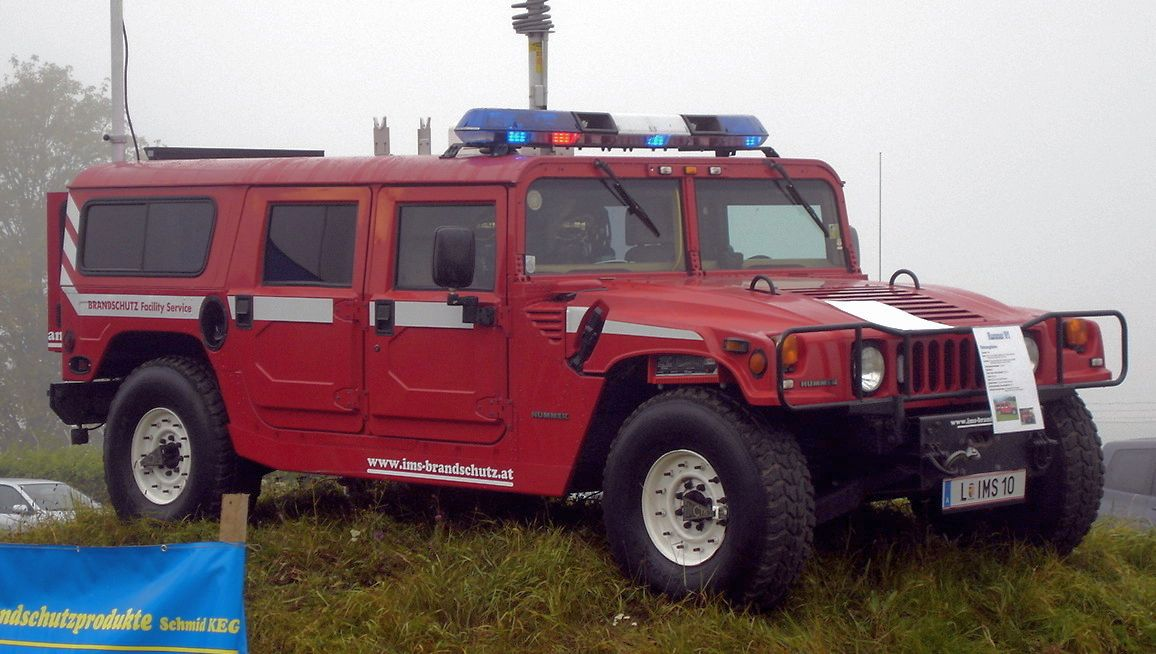
Hummer H1 verze pro hasiče
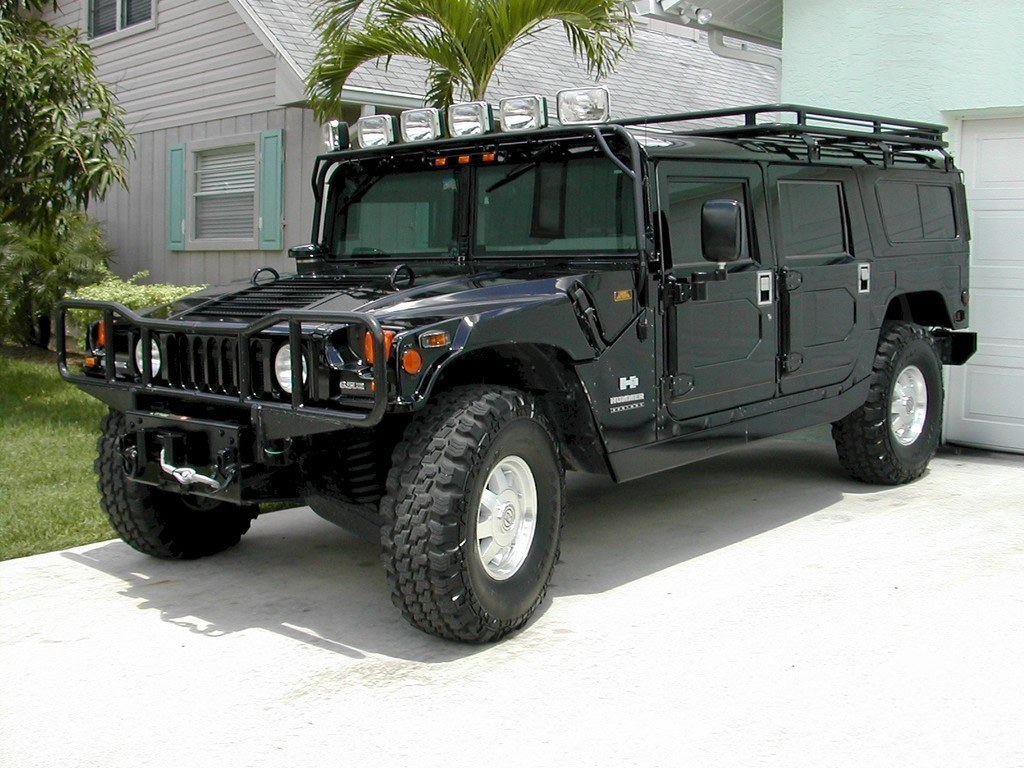
Hummer H1 Alpha Wagon

## Motory a převodovky
Do vozidel bylo montováno 5 typů motorů a 3 typy automatických převodovek:
- 6.2 L GM Diesel V8/GM TH400/3L80
- 6.5 L GM Diesel V8/GM 4L80-E
- 5.7 L Vortec 5700 gasoline V8 TBI/GM 4L80-E
- 6.5 L turbo GM Diesel V8/GM 4L80-E
- 6.6 L turbo Duramax LLY V8 turbo Diesel/Allison 1000 (modelový rok 2006)

## Úpravy
Vozy Hummer se stávají také častým terčem různých úprav.

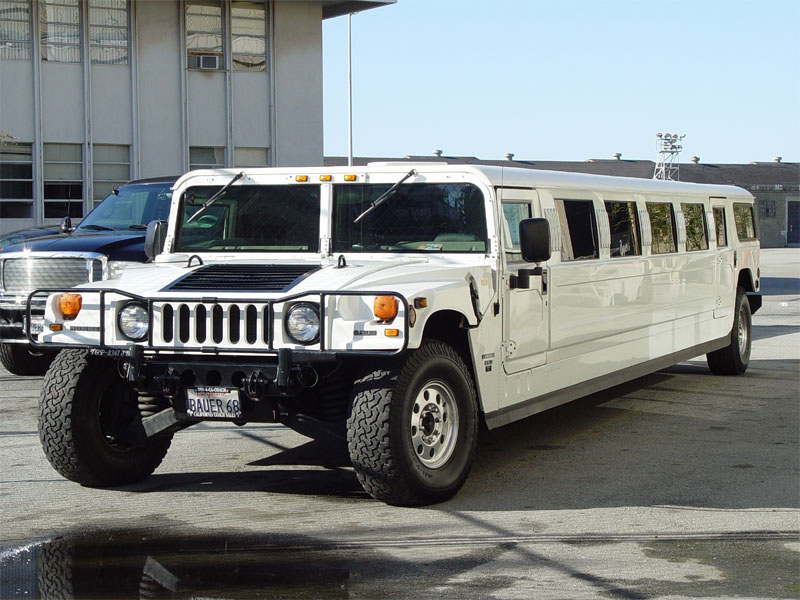
Extrémně prodloužená verze Hummeru H1 (limuzína)

## Klady a zápory
Vlastnosti, které vozidlu Hummer H1 vynesly obdiv a zajistily mu slávu:
- Robustní netradiční vzhled
- Popularita z armády, později z amerických akčních filmů
- Terénní schopnosti
- Trvanlivost
- Bezpečnost
- Zvuk V8 motorů

Zápory, které nakonec stály za ukončením výroby:
- Spotřeba pohonných hmot – 20–25 l/100 km (na silnici)
- Neekologičnost motorů
- Vysoká pořizovací cena